# Фрауенберг (Нае)
Фрауенберг (њем. Frauenberg) општина је у њемачкој савезној држави Рајна-Палатинат. Једно је од 96 општинских средишта округа Биркенфелд. Према процјени из 2010. у општини је живјело 405 становника. Посједује регионалну шифру (AGS) 7134027.

## Географски и демографски подаци
Фрауенберг се налази у савезној држави Рајна-Палатинат у округу Биркенфелд. Општина се налази на надморској висини од 310 метара. Површина општине износи 3,9 km². У самом мјесту је, према процјени из 2010. године, живјело 405 становника. Просјечна густина становништва износи 105 становника/km².